# Serie B 1901-1902
La Serie B 1901-1902 è stata la 4ª edizione della seconda divisione del campionato svizzero di calcio e vide la vittoria finale del Grasshoppers II.

## Stagione

### Formula
Le tredici squadre partecipanti vennero suddivise in quattro gironi geografici e si affrontarono in un girone all'italiana. 

Le squadre vincitrici del rispettivo girone si qualificarono successivamente per la fase finale per contendersi il titolo.

## Squadre partecipanti
| Club                 | Città             |
| -------------------- | ----------------- |
| Basilea II           | Basilea           |
| Bienne               | Bienne            |
| Black Fellows Berna  | Berna             |
| Excelsior Basilea II | Basilea           |
| Floria Bienna        | Bienne            |
| Grasshoppers II      | Zurigo            |
| La Chaux-de-Fonds II | La Chaux-de-Fonds |
| Nyon                 | Nyon              |
| Old Boys Basilea II  | Basilea           |
| Victoria Sciaffusa   | Sciaffusa         |
| Winterthur           | Winterthur        |
| Young Boys II        | Berna             |
| Zurigo II            | Zurigo            |

## Torneo

### Girone Est

#### Classifica finale
|  | Pos. | Squadra            | Pt | G | V | N | P | GF | GS | DR  |
|  | ---- | ------------------ | -- | - | - | - | - | -- | -- | --- |
|  | 1.   | Grasshoppers II    | 9  | 6 | 4 | 1 | 1 | 25 | 11 | +14 |
|  | 2.   | Zurigo II          | 8  | 6 | 3 | 2 | 1 | 18 | 11 | +7  |
|  | 3.   | Winterthur         | 5  | 6 | 2 | 1 | 3 | 10 | 14 | -4  |
|  | 4.   | Victoria Sciaffusa | 2  | 6 | 1 | 0 | 5 | 9  | 26 | -17 |

Legenda:
      Qualificato alla fase finale.
Note:
Due punti a vittoria, uno a pareggio, zero a sconfitta.

### Girone Centro 1

#### Classifica finale
|  | Pos. | Squadra       | Pt | G | V | N | P | GF | GS | DR |
|  | ---- | ------------- | -- | - | - | - | - | -- | -- | -- |
|  | 1.   | Young Boys II | 5  | 4 | 2 | 1 | 1 | 8  | 7  | +1 |
|  | 2.   | Bienne        | 4  | 4 | 2 | 0 | 2 | 9  | 7  | +2 |
|  | 3.   | Floria Bienna | 3  | 4 | 1 | 1 | 2 | 4  | 7  | -3 |

Legenda:
      Qualificato alla fase finale.
Note:
Due punti a vittoria, uno a pareggio, zero a sconfitta.

### Girone Centro 2

#### Classifica finale
|  | Pos. | Squadra              | Pt | G | V | N | P | GF | GS | DR  |
|  | ---- | -------------------- | -- | - | - | - | - | -- | -- | --- |
|  | 1.   | Old Boys Basilea II  | 8  | 4 | 4 | 0 | 0 | 17 | 14 | +3  |
|  | 2.   | Basilea II           | 4  | 4 | 2 | 0 | 2 | 9  | 16 | -7  |
|  | 3.   | Excelsior Basilea II | 0  | 4 | 0 | 0 | 4 | 1  | 18 | -17 |

Legenda:
      Qualificato alla fase finale.
Note:
Due punti a vittoria, uno a pareggio, zero a sconfitta.

### Girone Ovest

#### Classifica finale
|  | Pos. | Squadra              | Pt | G | V | N | P | GF | GS | DR |
|  | ---- | -------------------- | -- | - | - | - | - | -- | -- | -- |
|  | 1.   | La Chaux-de-Fonds II | 6  | 4 | 3 | 0 | 1 | 6  | 2  | +4 |
|  | 2.   | Black Fellows Berna  | 4  | 4 | 2 | 0 | 2 | 6  | 6  | +0 |
|  | 3.   | Nyon                 | 2  | 4 | 1 | 0 | 3 | 2  | 6  | -4 |

Legenda:
      Qualificato alla fase finale.
Note:
Due punti a vittoria, uno a pareggio, zero a sconfitta.

### Fase finale

#### Risultati
| Aarau 20 aprile 1902 | Grasshoppers II | 3 – 3 | Old Boys Basilea II |  |

| Berna 28 aprile 1902 | La Chaux-de-Fonds II | 1 – 2 | Grasshoppers II |  |

| 5 maggio 1902 | Old Boys Basilea II | – | La Chaux-de-Fonds II |  |

#### Classifica finale
|  | Pos. | Squadra              | Pt | G | V | N | P | GF | GS | DR |
|  | ---- | -------------------- | -- | - | - | - | - | -- | -- | -- |
|  | 1.   | Grasshoppers II      | 3  | 2 | 1 | 1 | 0 | 5  | 4  | +1 |
|  | 2.   | Old Boys Basilea II  | 1  | 1 | 0 | 1 | 0 | 3  | 3  | +0 |
|  | 3.   | La Chaux-de-Fonds II | 1  | 1 | 0 | 0 | 1 | 1  | 2  | -1 |

Legenda:
      Campione di Serie B
Note:
Due punti a vittoria, uno a pareggio, zero a sconfitta.

## Verdetto finale
- Grasshoppers II campione di Serie B 1901-1902.